# Back in Black
Back In Black é o sétimo álbum de estúdio da banda australiana de hard rock AC/DC, lançado em 25 de julho de 1980, cinco meses depois do falecimento do vocalista Bon Scott, o qual foi substituído por Brian Johnson. É o álbum de rock mais vendido de todos os tempos e encontra-se na lista dos álbuns mais vendidos do mundo, na segunda posição, ficando atrás apenas de Thriller, de Michael Jackson. O álbum até hoje já vendeu cerca de 50 milhões de cópias em todo o mundo e 22 milhões nos Estados Unidos. Este álbum está na lista dos 200 álbuns definitivos no Rock and Roll Hall of Fame.
Depois do sucesso de Highway to Hell, a banda começou a desenvolver o álbum, após a morte de seu vocalista, Bon Scott, cuja causa da morte foi de "intoxicação alcoólica aguda". Quando Scott foi substituído por Brian Johnson, o álbum foi totalmente refeito, com hits como "Hells Bells", "You shook me All Night Long" e a faixa que dá título ao álbum, "Back in Black". O álbum se tornou um enorme sucesso nos Estados Unidos e em outras partes do mundo. O álbum foi remasterizado, e relançado duas vezes no box Bonfire de (1997), e em 2003, como parte da série de remasterizados da banda.

## Faixas
Todas as faixas foram compostas por Angus Young, Malcolm Young e Brian Johnson.
| Lado A |                                  |         |  |
| N.º    | Título                           | Duração |  |
| 1.     | "Hells Bells"                    | 5:10    |  |
| 2.     | "Shoot to Thrill"                | 5:17    |  |
| 3.     | "What Do You Do for Money Honey" | 3:33    |  |
| 4.     | "Givin' the Dog a Bone"          | 3:30    |  |
| 5.     | "Let Me Put My Love into You"    | 4:16    |  |

| Lado B |                                       |         |  |
| N.º    | Título                                | Duração |  |
| 1.     | "Back in Black"                       | 4:14    |  |
| 2.     | "You Shook Me All Night Long"         | 3:30    |  |
| 3.     | "Have a Drink on Me"                  | 3:57    |  |
| 4.     | "Shake a Leg"                         | 4:06    |  |
| 5.     | "Rock and Roll Ain't Noise Pollution" | 4:15    |  |

## Integrantes
- Brian Johnson - vocais
- Angus Young - guitarra solo, guitarra rítmica
- Malcolm Young - guitarra rítmica, vocal de apoio
- Cliff Williams - baixo, vocal de apoio
- Phil Rudd - bateria, percussão

## Produção
- Robert John (Mutt) Lange - produtor
- Benji Armbrister - assistente de engenharia
- Bob Defrin - direção de arte
- Robert Ellis - fotografia
- Ted Jensen - remasterização
- Tony Platt - engenheiro
- Brad Samuelsohn - mixagem
- Jack Newber - assistente de engenharia